# Sriti Jha
Sriti Jha (nacida el 26 de febrero de 1986) es una actriz india que trabaja principalmente en la televisión hindi. Obtuvo un mayor reconocimiento con su interpretación de Pragya Arora en la serie dramática Kumkum Bhagya de Zee TV, que le valió varios premios, incluido el premio Indian Telly a la mejor actriz en un papel principal y el premio ITA a la mejor actriz dramática. También es conocida por su participación en Fear Factor: Khatron Ke Khiladi 12 y se convirtió en la cuarta finalista en Jhalak Dikhhla Jaa 10. Hizo su debut como actriz en 2007 con Dhoom Machaao Dhoom.

## Primeros años y educación
Jha nació el 26 de febrero de 1986 en Begusarai, Bihar, India. Se fue a vivir con su familia a Calcuta, donde permanecieron durante 10 años y luego se mudó a Katmandú, Nepal. Luego se mudaron a Nueva Delhi, donde continuó sus estudios en la Escuela Pública Laxman. Completó su licenciatura en inglés en el Colegio Sri Venkateswara, Nueva Delhi. Tiene una hermana mayor, Meenakshi y un hermano menor, Shashank.

## Filmografía

### Películas
| Año  | Título                          | Rol   | Notas        | Ref.  |
| ---- | ------------------------------- | ----- | ------------ | ----- |
| 2020 | U-Turn                          | Deepa | Cortometraje | [ 5 ] |
| 2023 | Rocky Aur Rani Kii Prem Kahaani | Jaya  | Cameo        | [ 6 ] |
| 2023 | Chawal                          |       | Cortometraje | [ 7 ] |

### Televisión
| Año           | Título                                          | Rol                               | Notas      | Ref.   |
| ------------- | ----------------------------------------------- | --------------------------------- | ---------- | ------ |
| 2007-2008     | Dhoom Machaao Dhoom                             | Malini Sharma                     |            | [ 8 ]  |
| 2008          | Jiya Jale                                       | Sunaina Kotak                     |            |        |
| 2008          | Kaho Na Yaar Hai                                | Concursante                       |            |        |
| 2009          | Shaurya Aur Suhani                              | Princesa Suhani                   |            | [ 9 ]  |
| 2009-2010     | Jyoti                                           | Sudha/Devika Sharma               |            |        |
| 2010          | Rakt Sambandh                                   | Sandhya Savratkar                 |            |        |
| 2010          | Nachle Ve with Saroj Khan                       | Concursante                       |            |        |
| 2010          | Meethi Choori No 1                              | Concursante                       |            |        |
| 2011-2013     | Dil Se Di Dua... Saubhagyavati Bhava?           | Jhanvi Dobriyal / Sia Pratapsingh |            | [ 10 ] |
| 2013          | Balika Vadhu                                    | Ganga Singh                       |            |        |
| 2014-2021     | Kumkum Bhagya                                   | Pragya Arora Mehra                |            | [ 11 ] |
| 2022          | Fear Factor: Khatron Ke Khiladi 12              | Concursante                       | 10.º lugar | [ 12 ] |
| 2022          | Jhalak Dikhhla Jaa 10                           | Concursante                       | 4.º lugar  | [ 13 ] |
| 2023          | Saubhagyavati Bhava: * Niyam Aur Shartein Laagu | Jhanvi / Sia                      | Cameo      | [ 14 ] |
| 2023-presente | Kaise Mujhe Tum Mil Gaye                        | Amruta «Amu» Bhavani Chitnis      |            | [ 15 ] |

#### Apariciones especiales
| Año       | Título                    | Rol                | Notas     |
| --------- | ------------------------- | ------------------ | --------- |
| 2010      | Rahul Dulhaniya Le Jayega | Ella misma         |           |
| 2014      | Jamai Raja                | Pragya Arora Mehra |           |
| 2015      | Tashan-e-Ishq             | Pragya Arora Mehra |           |
| 2015      | Nach Baliye 7             | Ella misma         |           |
| 2015      | Bad Company               | Ella misma         |           |
| 2016      | Naagin 2                  | Ella misma         | Narradora |
| 2017-2018 | Kundali Bhagya            | Pragya Arora Mehra |           |
| 2021      | Bhagya Lakshmi            | Pragya Arora Mehra | [ 16 ]    |
| 2021      | Darmiyaan                 | Sakshi Deewan      | Narradora |